# スタディオン (パラティヌス)
スタディオン（ラテン語: Stadion）は、イタリア ローマのパラティヌスの丘（パラティーノの丘）にある帝政ローマ期の宮殿内の庭園または競技施設跡。ドミティアヌスのヒッポドロームと表記されることもある。

## 概要
ローマ帝国第11代皇帝ドミティアヌスが、東側に隣接するドムス・フラウィアやドムス・アウグスターナと同時期に建てた施設である。ネロ帝以降に建てられた建物群を撤去した跡に建てられた。スタディオンは、ドミティアヌス帝就任直後の81年から92年の間に建設された。
スタディオンの建築材であるレンガの大部分にはドミティアヌス帝時代の刻印がされているが、入口部分はハドリアヌス帝時代に、またエクセドラ部分はセプティミウス・セウェルス帝時代に改修されたものである。広場の南半分の地面に楕円形の建物跡が現在でも残っているが、これは東ゴート王国の初代国王テオドリックの時代に造られたアンフィテアトルム（円形闘技場）の跡である。
古代ローマの博物学者小プリニウスによれば、スタディオンは競技場ではなく皇帝の私庭（庭園）として使われていたようである。3世紀末の殉教者である聖セバスティアヌスによれば、キリスト教信者の迫害（Acts of the Martyrs）のまさにその場所であると表現している。

## 平面図
ドムス・アウグスターナ

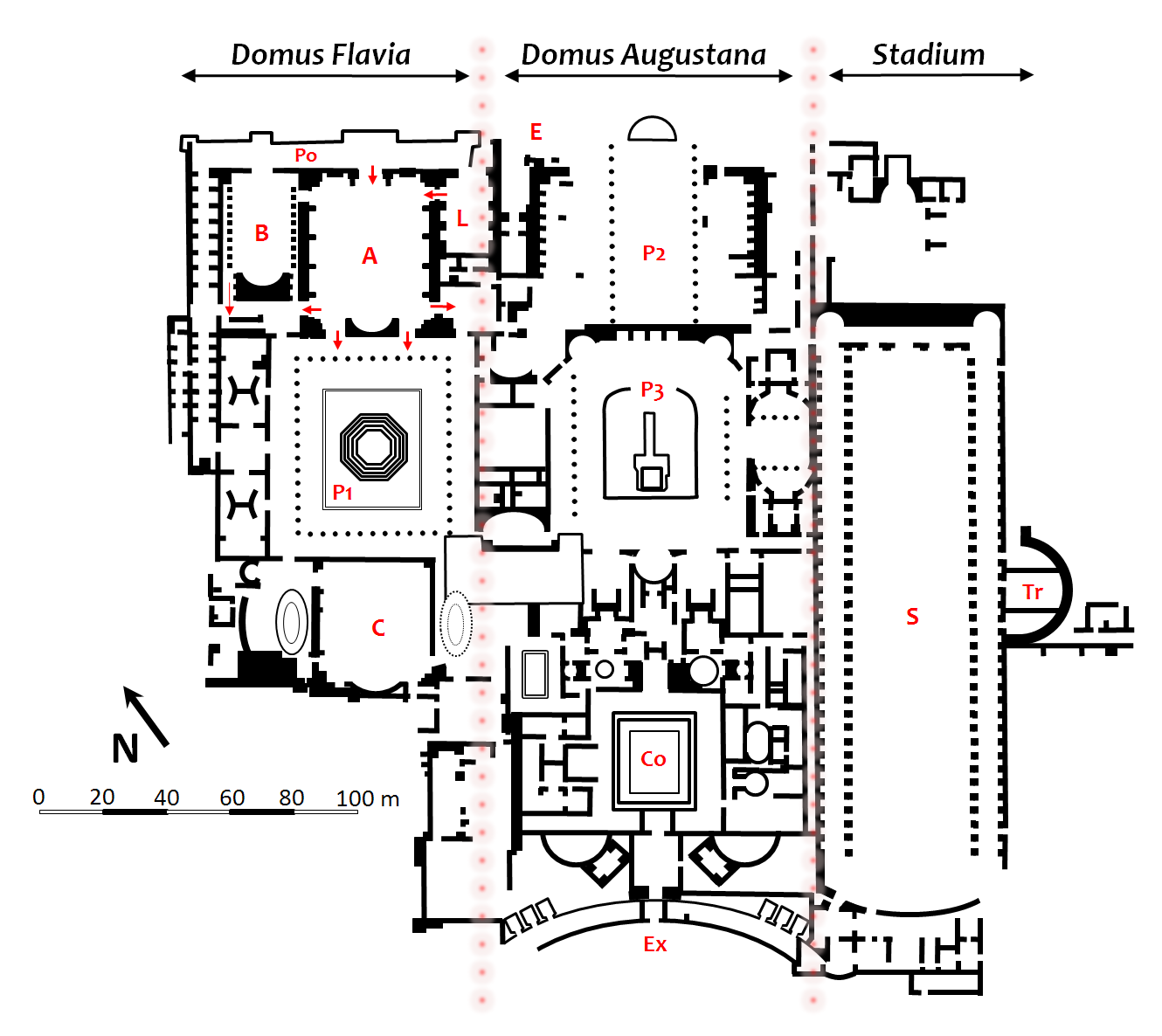
パラティヌスの中心部付近

E:入口, P2:ペリスティリウム(列柱郭), P3:池のあるペリスティリウム(列柱郭), Co:噴水のある半地下の庭, Ex:大エクセドラ
ドムス・フラウィア
A:アウラ・レギア, B:バシリカ, L:ララリウム, Po:ポルチコ, P1:噴水のあるペリスティリウム(列柱郭), C:トリクリニウム
スタディオン
S:スタディオン